# Beliansky potok (dopływ Varínki)
Beliansky potok – potok na Słowacji, lewy dopływ rzeki Varínka. Jest ciekiem wodnym IV stopnia o długości 8 km. Jego źródła znajdują się na północno-zachodnich  stokach Małego Krywania i pod Koniarkami w Krywańskiej części Małej Fatry. Najwyżej położone znajdują się na wysokości około 1420 m. Spływa początkowo w północno-zachodnim, później północnym kierunku i w miejscowości Belá uchodzi do Varínki na wysokości 435 m.
Większa część zlewni Belianskiego potoku znajduje się na zalesionym obszarze Parku Narodowego Mała Fatra, a górna część tej zlewni to obszar ochrony ścisłej – rezerwat przyrody Prípor. Tylko najniższa część to bezleśne, o zwartej zabudowie obszary miejscowości Belá.